# From Autumn to Ashes
From Autumn to Ashes es una banda metalcore y screamo con sede en Long Island, Nueva York. La banda es pionera junto a Underoath en el sonido característico de Metalcore con melodías y momentos caóticos propios del screamo. El grupo se formó en 2000 originalmente bajo el nombre Who's to Blame. Mientras que la banda había pasado por muchos cambios de formación, los miembros incluyen a Francis Mark (voz principal, batería), Scott Gross (guitarras), Benjamin Perri (voz principal), Brian Deneeve (guitarras, coros), Stephen Salvio (guitarras), Josh Newton (bajo), Mike Pilato (bajo, voces de acompañamiento), Rob Lauritsen (guitarras), Jonathan Cox (guitarras) y Jeff Gretz (batería, voces de acompañamiento).
Descrito como "melodía y exuberancia que se funden con brutalidad", la banda lanzó su álbum debut Too Bad You're Beautiful en 2001. El álbum presentó al exmiembro de la banda Benjamin Perri con voces ásperas, con Mark como voces limpias y actuó como baterista. En 2003 apareció The Fiction We Live y en 2005 Abandon Your Friends, el último álbum de From Autumn to Ashes con Perri y Mark en sus respectivos papeles. Después de la partida de Perri poco después de Abandon Your Friends, Mark se convirtió en vocalista y en 2007, la banda lanzó Holding a Wolf by the Ears. El 9 de junio de 2008, la banda anunció una "pausa indefinida". Insistieron en que la decisión fue amistosa y que la banda simplemente había llegado a su conclusión natural.

## Biografía
FATA comenzó su carrera musical en los suburbios de Long Island en el año 2000. En ese mismo año, la banda graba su primer material titulado Sin, Sorrow and Sadness, un EP de 4 canciones lanzado por la independiente Tribunal Records. Al año siguiente la banda lanza su primer álbum de estudio, Too Bad You're Beautiful, mediante Ferret Music, uno de los sellos especializados en bandas  metalcore y post-hardcore que lanzó los primeros trabajos de bandas como Funeral for a Friend o A Static Lullaby. La banda logra rápidamente un éxito importante con su particular, sus dos cantantes Ben Perri y Francis Mark (que, sorprendentemente, además de ser vocalista es el batería de la banda) y sus deprimentes letras.
Ese éxito no pasó desapercibido para Vagrant Records (Alkaline Trio, Senses Fail, Alexisonfire, The Get Up Kids, Thrice), sello especializado del rock alternativo, y así lanzar su segundo álbum de estudio, The Fiction We Live, en 2003. El disco se convirtió en un gran éxito gracias a sencillos como "The After Dinner Payback", que aparece en la banda sonora de la película Freddy contra Jason y es una de las canciones más importantes y distintivas de FATA, "Lilacs & Lolita" o "Milligram Smile". El álbum consiguió el puesto 73 en el Billboard 200 de 2003.
Tras The Fiction We Live llegaron los problemas para la banda. Durante la grabación de su tercer trabajo, Abandon Your Friends, Benjamin Perri y Francis Mark comenzaron a distanciarse entre ellos, lo que repercutió en la banda y en el disco, pasando Mark a ser el vocalista principal en detrimento de Perri y disminuyendo claramente la participación de éste en el disco. Perri apenas pasó por el estudio ni entregó las letras para la música, por lo que el futuro de la banda quedó durante un tiempo en el aire. Finalmente el disco es lanzado al mercado mediante Vagrant en 2005.
En diciembre de 2006, la más que anunciada salida de Perri se hace realidad cuando Mark publica en el MySpace de la banda que ya no cuentan más con el que había sido su cantante durante seis años. El 10 de abril de 2007 la banda lanza su cuarto álbum de estudio, Holding a Wolf by the Ears, el primero sin Perri. Pese a ello, el disco responde bien a las expectativas y debuta en el puesto 74 del Billboard 200 y vende 10 000 copias en su primera semana.
Recientemente la banda anunció la reincorporación de su bajista original, Mike Pilato, a la formación. Pilato formó parte de la banda de 2000 a 2004 en la grabación y giras de Too Bad You're Beautiful 2001 y The Fiction We Live 2003.
En el 2008 lanzan un disco en vivo llamado Live At Looney Tunes, el cual fue grabado en la tienda de discos Looney Tunes en Long Island. En este disco, la formación fue Francis Mark, Brian Deneeve, Rob Lauristen, Mike Pilato y Jeff Gretz. Después de este disco, la banda anunció su separación.
Francis Mark formó una banda llamada Biology, posteriormente junto a Rob Lauritsen crearon Warship, Jeff regresó a la banda Zao, y Brian se integró a la banda Summer Law.

## Discografía

### Álbumes de estudio
| Año  | Título                     | Discografía     | Chart peaks | Chart peaks |
| Año  | Título                     | Discografía     | US          | US Indie    |
| ---- | -------------------------- | --------------- | ----------- | ----------- |
| 2001 | Too Bad You're Beautiful   | Ferret Music    | —           | —           |
| 2003 | The Fiction We Live        | Vagrant Records | 73          | 5           |
| 2005 | Abandon Your Friends       | Vagrant Records | 58          | 4           |
| 2007 | Holding a Wolf by the Ears | Vagrant Records | 74          | 8           |

### EP
| Año  | Título                                     | Discografía     |
| ---- | ------------------------------------------ | --------------- |
| 2000 | Sin, Sorrow and Sadness                    | Tribunal        |
| 2005 | The Bled/From Autumn to Ashes              | Vagrant Records |
| 2007 | These Speakers Don't Always Tell the Truth | Vagrant Records |

### Live
| Año  | Título               | Discografía     |
| ---- | -------------------- | --------------- |
| 2008 | Live at Looney Tunes | Vagrant Records |

### Canciones Adicionales
- "Territorial Pissings (live)" - Another Year On the Streets, Vol. 3
- "Betwixt Her Getaway Sticks" - Masters of Horror Soundtrack
- "Chloroform Perfume (Acoustic)" - Punk Goes Acoustic
- "Let's Have A War" - Tony Hawk's American Wasteland (soundtrack)
- "Inapprope" - Cry Wolf (soundtrack)
- "On The Offensive" - Saw IV (soundtrack)
- "Love It Or Left It" - ATV Offroad Fury 4 (soundtrack)
- "The After Dinner Payback" - Freddy contra Jason
- "Lilacs And Lolita" - American Chopper (Videojuego)